# جون بي كوستاس (مهندس)
جون بي كوستاس (بالإنجليزية: John P. Costas) هو مهندس أمريكي، ولد في 1923 في واباش في الولايات المتحدة، وتوفي في 2008.